# Liste der Außenminister Gabuns
Dies ist eine Liste der Außenminister Gabuns seit 1960.
- 1960–1961  André Gustave Anguilé
- 1961–1963  Jean-Hilaire Aubame
- 1963       Jean François Ondo
- 1963–1964  Joseph Ngoua
- 1964       Léon M’ba
- 1964–1965  Pierre Auguste Avaro
- 1965–1967  Jean Engone
- 1967       Jean Marie M’ba
- 1967–1968  Benjamin Ngoubou
- 1968       Paul Malékou
- 1968–1971  Jean Rémy Ayouné
- 1971–1974  Georges Rawiri
- 1974–1976  Paul Okoumba d'Okwatsegue
- 1976–1989  Martin Bongo
- 1989–1991  Ali-Ben Bongo
- 1991–1994  Pascaline Mferri Bongo
- 1994       Jean Ping (1. Amtszeit)
- 1994–1999  Casimir Oyé-Mba
- 1999–2008  Jean Ping (2. Amtszeit)
- 2008       Laure Olga Gondjout
- 2008–2012  Paul Toungui
- 2012–2016  Emmanuel Issoze-Ngondet
- 2016–2017  Pacôme Moubelet-Boubeya
- 2017–2018  Noël Nelson Messone
- 2018–2019  Régis Immongault Tatangani
- 2019       Abdu Razzaq Guy Kambogo
- 2019–2020  Alain Claude Bilie By Nze
- 2020–2022  Pacôme Moubelet-Boubeya
- 2022–2023  Michaël Moussa Adamo[1]
- 2023 Hermann Immongault
- 2023 Yolande Nyonda
- Seit 2023 Régis Onanga Ndiaye